# Porphyra umbilicalis
Porphyra umbilicalis Kütz.,comummente conhecida como nori-do-atlântico e erva-patinha(não confundir com a Ulva intestinalis, que consigo partilha este nome), é uma alga vermelha (Rhodophyta) marinha foliácea do género Porphyra da classe Bangiophyceae. Esta espécie é utilizada para alimentação humana e para passar no cabelo, com particular destaque para a gastronomia açoriana, que a frita para a servir em pratos de arroz, guisados de peixe, mas também em sopas, tortas e pataniscas.
Outras espécies deste género são utilizadas no Extremo Oriente sob o nome de nori (no Japão) e kim (na Coreia)  na confecção de diversos pratos, entre os quais os de sushi.

## Descrição
Alga de aspecto gelatinoso, com talos irregularmente lobados, de aspecto membranoso, cor castanho muito escuro ou avermelhada (embora quando dessecada assuma um tom por vezes amarelado), formando tufos com 10–17 cm de comprimento. Os talos são constituídos por uma única camada de células, desenvolvendo-se a partir de um pé central.
São algas sazonais, ocorrendo com maior abundância no final do Inverno e durante a primavera, ocupando em geral as zonas rochosas menos profundas do limite superior da zona entremarés. Forma colónias relativamente densas, em áreas por vezes expostas ao ar durante a baixamar. Nestas zonas é frequente aparecer dessecada, formando então películas membranosas estaladiças, com brilho semelhante às películas de polímeros sintéticos.
A espécie apresenta no seu ciclo de vida uma alternância de gerações heteromórfica (a fase haploide é morfologicamente diferente da fase diploide). O talo (forma mais visível da alga) corresponde à geração haploide, que pode se reproduzir assexuadamente através da formação de esporos que crescem de forma a replicar o talo original. Reproduz-se também de forma sexuada (regra geral na altura da Primavera), através da formação de gâmetas masculinos e femininos em cada talo (cada talo produz apenas um tipo de gâmeta).
Sendo algas comestíveis são aproveitadas para alimentação humana pelas comunidades costeiras de diversas zonas do mundo, com destaque para a costa noroeste europeia, constituindo na Irlanda, Escócia e Gales a base de diversos pratos tradicionais. Também é utilizada nos Açores, onde com o nome comum de erva-patinha-castanha é utilizada na confecção de alguns pratos de arroz, sopas, tortas e pataniscas.
Espécie cosmopolita com distribuição por toda a bacia do Atlântico Norte, sendo comum na costa noroeste europeia, nos Açores, Bermuda e na costa leste do Canadá e Estados Unidos da América, e ainda nas costas temperadas do Atlântico Sul e no Alaska.